# 佐藤英夫 (政治学者)
佐藤 英夫（さとう ひでお、1942年 - 2001年5月1日）は、日本の政治学者。元筑波大学社会工学系教授。専門は、国際関係論、対外政策論、日米関係。
群馬県生まれ。国際基督教大学卒業。シカゴ大学で学び、1976年博士号取得（政治学）。ブルッキングス研究所研究員、イェール大学政治学部助教授、準教授を経て、1982年から筑波大学社会工学系教授。同大学国際関係学類第三代学類長などを歴任。日本国際政治学会理事長、国際連合大学学長上級顧問を歴任。

## 著書

### 単著
- 『対外政策』（東京大学出版会, 1989年）
- 『日米経済摩擦――1945-1990年』（平凡社, 1991年）

### 共著
- The Textile Wrangle: Conflict in Japanese-American Relations, 1969-1971, with I. M. Destler and Haruhiro Fukui, (Cornell University Press, 1979).（福井治弘訳『日米繊維紛争――"密約"はあったのか』日本経済新聞社, 1980年）
- U.S. policy toward Japan and Korea: a changing influence relationship, with Chae-Jin Lee, (Praeger, 1982).

### 編著
- 『国際関係入門』（東京大学出版会, 1990年）
- Containing Conflict: Cases in Preventive Diplomacy, (Japan Center for International Exchange, 2003).

### 共編著
- Coping with U.S.-Japanese Economic Conflicts, co-edited with I. M. Destler, (Lexington Books, 1982).

丸茂明則監訳『日米経済紛争の解明――鉄鋼・自動車・農産物・高度技術』（日本経済新聞社, 1982年）
- Managing US-Japanese trade disputes : are there better ways?, co-edited with Wendy Dobson(Centre for Trade Policy and Law, 1996).

### 訳書
- ジェームズ・ボバード『アメリカ貿易は公正か――知られざる保護主義の全貌』（日本経済新聞社, 1992年）
- フレッド・バーグステン, M・ノーランド『日米衝突は回避できるか』（ダイヤモンド社, 1994年）